# Februari 2005
Dit artikel geeft een chronologisch overzicht van alle belangrijke gebeurtenissen per dag in de maand februari van het jaar 2005.

## Gebeurtenissen

### 1 februari
- Slovenië - Het Sloveense parlement ratificeert de Verdrag tot vaststelling van een Grondwet voor Europa. Slovenië is na Litouwen en Hongarije het derde land dat de wet ratificeert.
- België - De Belgische elektronische identiteitskaart (eID) zal worden geïntegreerd in MSN Messenger van Microsoft. Of de kaart ook in andere producten van Microsoft kan worden toegepast wordt nog onderzocht.
- EU - Ministers van Duitsland, Frankrijk, Oostenrijk en het Verenigd Koninkrijk hebben ernstige bezwaren geuit tegen de plannen van Eurocommissaris Neelie Kroes om de staatssteun voor bedrijven en regio's te beperken. De ministers zouden hun protest hebben gecoördineerd. Ze vrezen te weinig speelruimte over te houden als Kroes haar plannen door zet.
- Nederland - Het dagblad de Volkskrant kondigt aan dat het televisie-uitzendingen gaat maken. Het heeft hiertoe een samenwerkingsverband opgericht met het productiebedrijf Palazzina, onder de naam VP TV. De krant was al bij uitzendingen betrokken.

### 2 februari
- Nepal / VN - Koning Gyanendra van Nepal heeft de macht overgenomen. Hij heeft de Nepalese regering naar huis gestuurd en heeft de noodtoestand afgekondigd. Zijn stap is scherp veroordeeld door de Verenigde Naties en de regeringen van India en het Verenigd Koninkrijk. Secretaris-generaal Kofi Annan van de VN eist herstel van de democratie.
- Vaticaanstad - Paus Johannes Paulus II is met spoed opgenomen in het Gemelli-ziekenhuis in Rome. Hij kreeg ademhalingsmoeilijkheden als complicatie bij griep. De paus zou het naar omstandigheden goed maken.

### 3 februari
- Sri Lanka - De regering van Sri Lanka erkent te falen bij het verstrekken van hulp aan slachtoffers van de tsunami.
- Nederland - Minister Rita Verdonk presenteert het inburgeringsexamen, dat door immigranten moet worden afgelegd.
- Afghanistan - In Afghanistan wordt een Boeing 737 van Kam Air vermist tijdens een binnenlandse vlucht van Herat naar het internationale vliegveld van Kaboel. Alle 104 inzittenden komen om.

### 4 februari
- Verenigde Staten - De Amerikaanse minister van Buitenlandse Zaken Condoleezza Rice is begonnen aan een rondreis langs acht Europese landen. Ze verklaarde dat de VS geen plannen hebben voor een aanval op Iran.
- België - De Belgische politie moet voortaan bij lagere snelheidsovertredingen al een proces-verbaal uitschrijven. De Belgische politievakbonden zijn tegen.
- Nederland - In Zeist zijn bij een grootschalig onderzoek ruim driehonderd tbc-besmettingen ontdekt. Meer dan 15 000 personen hebben zich laten testen nadat open tbc was ontdekt bij een medewerker van een supermarkt.

### 5 februari
- Verenigd Koninkrijk - De G7, de zeven meest geïndustrialiseerde landen, komen overeen de schulden van de armste landen mogelijk totaal te annuleren.
- Nederland - De terreurverdachte Jason W. die op 10 november 2004 in het Haagse Laakkwartier werd aangehouden, zou door een dekmantelbedrijf van de AIVD aan een met microfoons uitgeruste woning te zijn geholpen.
- Nederland - In de provincie Groningen barst een discussie los over de veiligheid en gezondheidsrisico's van de oude smeerpijp, die aan het begin van de 20e eeuw werd aangelegd tussen de stad Groningen en Delfzijl. Er bestaan ernstige vermoedens dat de pijp, die sinds 1979 niet meer wordt gebruikt, lek is en dat daardoor kwik en andere giftige stoffen vrijkomen.
- Nederland - De Efteling ontvangt de THEA Classic Award, een "lifetime achievement award" in de entertainmentwereld. De Efteling is het tweede park ter wereld dat deze oeuvreprijs krijgt, na Tivoli in Kopenhagen.

### 6 februari
- Irak - Ruim driehonderd gevangenen uit de beruchte Abu Ghraib-gevangenis worden door de Amerikaanse bezettingstroepen vrijgelaten.
- Thailand - Volgens prognoses op basis van exit-polls heeft premier Thaksin Shinawatra de Thaise verkiezingen gewonnen.
- Togo - Na het overlijden, zaterdag, van president Étienne Eyadéma pleegt het leger een staatsgreep en installeert zijn zoon Faure Eyadéma. De coup wordt veroordeeld door de Verenigde Naties, de Europese Unie, en voormalig kolonisator Frankrijk.
- Ethiopië - Driehonderdduizend mensen wonen in Addis Abeba het Africa Unite-concert bij. Het wordt gegeven ter gelegenheid van de zestigste geboortedag van Bob Marley.
- Mexico - Gouverneursverkiezingen in drie staten. De PRD wint in Guerrero en Zuid-Neder-Californië, de PRI in Quintana Roo. Een dag eerder zijn bij aanslagen in Acapulco (Guerrero) drie politie-agenten omgekomen.

### 7 februari
- Verenigd Koninkrijk - De regering-Blair kondigt een nieuw toelatingssysteem voor immigranten aan. Immigranten zullen moeten aantonen dat ze het Verenigd Koninkrijk iets hebben te bieden. Er komt een puntensysteem voor vacatures; hoe moeilijker te vervullen, hoe meer punten.
- Irak - Bij aanslagen in twee Iraakse steden zijn ten minste dertig personen omgekomen.
- Nederland - In Rotterdam vindt de eerste rechtszitting plaats tegen twaalf verdachten van de Hofstadgroep. Er blijkt nog meer gevoelige informatie naar de groep te zijn gelekt dan al bekend was.

### 8 februari
- Egypte - Mahmoud Abbas en Ariel Sharon komen een wapenstilstand overeen.
- Denemarken - Volgens exit-polls haalt de coalitie van premier Anders Fogh Rasmussen 95 van de 171 parlementszetels.
- Nederland - Koningin Beatrix ontvangt een eredoctoraat van de Universiteit Leiden omdat ze 'haar ambt, en het gezag dat haar ambt geniet, voortdurend in dienst heeft gesteld van de vrijheid', zo stelt de universiteit.
- VK / Frankrijk - De zeilster Ellen MacArthur is in 71 dagen, 14 uur, 18 minuten en 33 seconden rond de wereld gevaren, een nieuw wereldrecord non-stop solo-zeilen.

### 9 februari
- VS / EU - Condoleezza Rice, de Amerikaanse minister van Buitenlandse Zaken, dreigt Iran met de Veiligheidsraad als het land een Europees voorstel over het Iraanse nucleaire programma niet aanvaardt. (de Volkskrant)
- Spanje - De ETA pleegt in Madrid een aanslag met een autobom. Er vallen 42 gewonden.
- Nederland - Het kabinet-Balkenende II krijgt steun van de Tweede Kamer voor de bestrijding van terrorisme.

### 10 februari
- Iran - Betoging van enkele duizenden Iraniërs in Berlijn op de 26ste verjaardag van het Iraanse Revolutie van 1979, voor vrijheid en democratie in Iran en tegen 26 jaar schendingen van mensenrechten in Iran. Om 4 uur 's morgens krijgen de duizenden Iraniërs die zich klaarmaken voor een grote betoging het nieuws dat de betoging geannuleerd is door de ministerie van binnenlandse zaken. Nog geen paar uur daarna beslist het Berlijnse Rechtbank dat de betoging mag doorgaan.
- Noord-Korea - Het Noord-Koreaanse staatspersbureau KCNA meldt dat Noord-Korea uit zelfverdediging over kernwapens beschikt. Het land schort voor onbepaalde tijd het zeslandenoverleg over nucleaire projecten op.
- Saoedi-Arabië - In Riyad vinden gemeenteraadsverkiezingen plaats. Het is voor het eerst in meer dan veertig jaar dat er kan worden gestemd. Overigens mochten vrouwen niet stemmen.
- Verenigd Koninkrijk - Prins Charles en Camilla Parker Bowles gaan op 8 april aanstaande trouwen, zo maakt het bureau van de prins bekend.
- Nederland - Het kabinet-Balkenende II zal maatregelen nemen om vrouwen die slachtoffer van eerwraak dreigen te worden beter te beschermen. Eerder vandaag dreigde het VVD-Kamerlid Ayaan Hirsi Ali een motie van treurnis in te dienen tegen minister van Justitie Donner.
- Vlaanderen - Vlaanderen zal door een onderzoek van de KU Leuven deelnemen aan de eerstkomende bemande Chinese ruimtevluchten. Professor André Aubert gaat cardiopulmonair onderzoek verrichten bij de "taikonauten" van de Shenzhou-capsules, die instaan voor de volgende bemande Chinese ruimtemissies.

### 12 februari
- Nederland - De Nederlandse satelliet Sloshsat FLEVO is door de nieuwe Europese draagraket Ariane 5 ECA met succes in de ruimte gebracht.

### 14 februari
- Libanon- De vroegere premier Rafik Hariri komt om bij een zelfmoordaanslag in Beiroet.
- Iran - Bij een brand in de Ark-moskee in Teheran komen 52 mensen om.
- VS - Geboortedag van Youtube ,

### 15 februari
- China - 203 Kompels komen om bij een mijnramp.
- VS - Een test van het raketschild is weer mislukt. De onderscheppingraket weigerde dienst.
- Californië, VS - Michael Jackson wordt opgenomen in het ziekenhuis met griep waardoor het proces een week wordt uitgesteld.
- Boeing presenteert een nieuw 777-model. Met de 777-200LR Worldliner zouden non-stopvluchten van 17 446 kilometer mogelijk zijn.

### 16 februari
- Het Kyoto-protocol treedt in werking.
- Sri Lanka - Baby 81 wordt weer met zijn familie herenigd.

### 17 februari
- Europa uit een rapport van Agency for Research on Cancer (IARC) blijkt dat in 2004 1,7 miljoen mensen in Europa stierven aan kanker. Longkanker blijft de dodelijkste variant, gevolgd door darm- en borstkanker.

### 18 februari
- Rusland - Premier Poetin verklaart dat Rusland de nucleaire samenwerking met Iran voortzet. Volgens Rusland heeft Iran niet de intenties kernwapens te maken.
- Kroatië - Stjepan Mesić is voor de tweede maal beëdigd als president van Kroatië, nadat hij in januari tijdens de verkiezingen zijn tweede mandaat van vijf jaar won.

### 19 februari
- Guatemala - In Guatemala begint de achtste editie van de UNCAF Nations Cup, het voetbalkampioenschap van Midden-Amerika.

### 20 februari
- Verenigde Naties - Hoge Commissaris voor de Vluchtelingen Ruud Lubbers treedt af. Hij zegt niet meer genoeg vertrouwen te krijgen.

### 22 februari
- Europese Unie - George W. Bush brengt als eerste Amerikaanse president een bezoek aan de Europese Unie te Brussel.

### 23 februari
- Mexicaans Federaal District - Het hooggerechtshof beslist dat voormalig president Luis Echeverría niet berecht worden voor genocide, omdat de wet die ervoor zorgt dat genocide niet kan verjaren werd aangenomen nadat Echeverría het gepleegd zou hebben.

### 24 februari
- Verenigde Naties - Ruud Lubbers vertrekt per direct. Hij wilde eerst wachten tot een opvolger benoemd was, maar heeft na overleg met Secretaris-Generaal Kofi Annan besloten zijn functie nu al neer te leggen. Lubbers' plaatsvervanger zal voorlopig de leiding van de Unhcr overnemen totdat Annan een definitieve opvolger heeft gevonden.
- Spanje - Spanje is het eerste land van Europa dat in een referendum vóór de Verdrag tot vaststelling van een Grondwet voor Europa heeft gestemd.
- België - Vlaams Minister Kris Peeters kondigt aan dat het viaductonderdeel van de Oosterweelverbinding in Antwerpen de naam Lange Wapper krijgt.

### 25 februari
- Israël - Bij een zelfmoordaanslag bij een discotheek in Tel Aviv zijn vijf doden gevallen. De vanuit de Syrische hoofdstad Damascus opererende Palestijnse terreurgroep Islamitische Jihad claimt de verantwoordelijkheid voor de aanslag.
- Nederland - Een zeer grote roof van diamanten heeft op luchthaven Schiphol op klaarlichte dag plaatsgevonden.

### 26 februari
- Egypte - President Hosni Moebarak kondigt een vrije en anonieme presidentsverkiezing aan waarbij een ieder zich kandidaat mag stellen. Om dit mogelijk te maken moet het parlement de grondwet wijzigen. De Amerikaanse president George Bush had Egypte de laatste tijd opgeroepen om tot democratisering over te gaan.
- Japan - Nagano vinden de Special Olympics Winterspelen plaats (tot 5 maart).

### 27 februari
- Irak - Sabawi Ibrahim, de halfbroer van Saddam Hoessein, is met behulp van Syrië gearresteerd door de Verenigde Staten en Irak. Hij zou martelingen en moorden op zijn geweten hebben en een aandeel hebben gehad in de terroristische activiteiten van de laatste twee jaar in Irak.
- Verenigde Staten - Uitreiking van de Academy Awards (ook wel Oscars genaamd) tijdens de 77th Annual Academy Awards. Grote winnaars zijn de films Million Dollar Baby en The Aviator.
- Guatemala - Costa Rica wint de achtste editie van de UNCAF Nations Cup, het voetbalkampioenschap van Midden-Amerika. In de finale is de ploeg na strafschoppen te sterk voor Honduras.

### 28 februari
- Libanon - De pro-Syrische Libanese regering is vanwege de oppositionele druk en een grote protestdemonstratie afgetreden. Het hele gebeuren staat in direct verband met de moord op voormalig premier Rafiq Hariri op 14 februari jongstleden.
- Irak - Een zelfmoordaanslag in de plaats Hilla, zuidelijk gelegen van de hoofdstad Bagdad, heeft aan 125 mensen het leven gekost en 148 gewonden veroorzaakt. Sinds de val van de dictatuur van Saddam Hoessein is het de zwaarste aanslag tot nu toe.
- Ivoorkust - Vanwege de aanval door pro-regeringsmilities op rebellen is het bestand dat sinds januari 2003 tussen de rebellen en de regering van Ivoorkust bestond door de rebellen opgeheven. De gestationeerde soldaten van de Verenigde Naties kwamen niet bij de hevige gevechten tussenbeide. In Ivoorkust bestaat al vanaf september 2002 een strijd tussen de rebellen in het noorden en de regering in het zuiden.

<< · januari · februari · maart · april · mei · juni · juli · augustus · september · oktober · november · december · >>